# Coligny (Ain)
Pour les articles homonymes, voir Coligny.
Coligny est une commune française située dans le département de l'Ain, en région Auvergne-Rhône-Alpes. Elle a été un chef-lieu de canton de l'Ain avant la réorganisation à l'occasion des élections départementales de mars 2015.
Ses habitants s'appellent les Colignois et les Colignoises.

## Géographie
Coligny est située à une vingtaine de kilomètres au nord de Bourg-en-Bresse et à environ 40 kilomètres au sud de Lons-le-Saunier à la limite du Jura et de l'Ain. Le village est traversé par l'ancienne route nationale 83 (devenue ici RD 1083). L'est de la commune est situé sur les premières collines du Revermont alors que l'ouest s'étend assez largement dans la plaine bressane. Le point culminant de Coligny se situe au hameau de Vergongeat à 576 mètres d'altitude alors que le centre du village (le parvis de l'église) se situe à 290 mètres d'altitude environ.

### Hydrographie
Le Solnan forme la limite ouest de la commune. Un de ses affluents, le ruisseau de Boccarnoz, la traverse également. Coligny possède aussi plusieurs étangs (dont l'étang des Marcs et l'étang de Fougemagne).

### Climat
Pour des articles plus généraux, voir Climat d'Auvergne-Rhône-Alpes et Climat de l'Ain.
En 2010, le climat de la commune est de type climat des marges montargnardes, selon une étude du CNRS s'appuyant sur une série de données couvrant la période 1971-2000. En 2020, Météo-France publie une typologie des climats de la France métropolitaine dans laquelle la commune est exposée à un climat semi-continental et est dans la région climatique Bourgogne, vallée de la Saône, caractérisée par un bon ensoleillement (1 900 h/an), un été chaud (18,5 °C), un air sec au printemps et en été et des vents faibles.
Pour la période 1971-2000, la température annuelle moyenne est de 10,8 °C, avec une amplitude thermique annuelle de 17,4 °C. Le cumul annuel moyen de précipitations est de 1 197 mm, avec 12,5 jours de précipitations en janvier et 8,2 jours en juillet. Pour la période 1991-2020, la température moyenne annuelle observée sur la station météorologique de Météo-France la plus proche, « Saint-Julien - Sa », sur la commune de Val Suran à 8 km à vol d'oiseau, est de 10,6 °C et le cumul annuel moyen de précipitations est de 1 349,8 mm,. Pour l'avenir, les paramètres climatiques de la commune estimés pour 2050 selon différents scénarios d'émission de gaz à effet de serre sont consultables sur un site dédié publié par Météo-France en novembre 2022.

## Urbanisme

### Typologie
Au 1er janvier 2024, Coligny est catégorisée commune rurale à habitat dispersé, selon la nouvelle grille communale de densité à 7 niveaux définie par l'Insee en 2022.
Elle est située hors unité urbaine. Par ailleurs la commune fait partie de l'aire d'attraction de Bourg-en-Bresse, dont elle est une commune de la couronne,. Cette aire, qui regroupe 80 communes, est catégorisée dans les aires de 50 000 à moins de 200 000 habitants,.

### Occupation des sols
L'occupation des sols de la commune, telle qu'elle ressort de la base de données européenne d’occupation biophysique des sols Corine Land Cover (CLC), est marquée par l'importance des territoires agricoles (56,8 % en 2018), une proportion identique à celle de 1990 (56,8 %). La répartition détaillée en 2018 est la suivante : 
forêts (37,2 %), zones agricoles hétérogènes (28,9 %), prairies (25 %), zones urbanisées (6,1 %), terres arables (2,8 %).
L'évolution de l’occupation des sols de la commune et de ses infrastructures peut être observée sur les différentes représentations cartographiques du territoire : la carte de Cassini (XVIIIe siècle), la carte d'état-major (1820-1866) et les cartes ou photos aériennes de l'IGN pour la période actuelle (1950 à aujourd'hui).

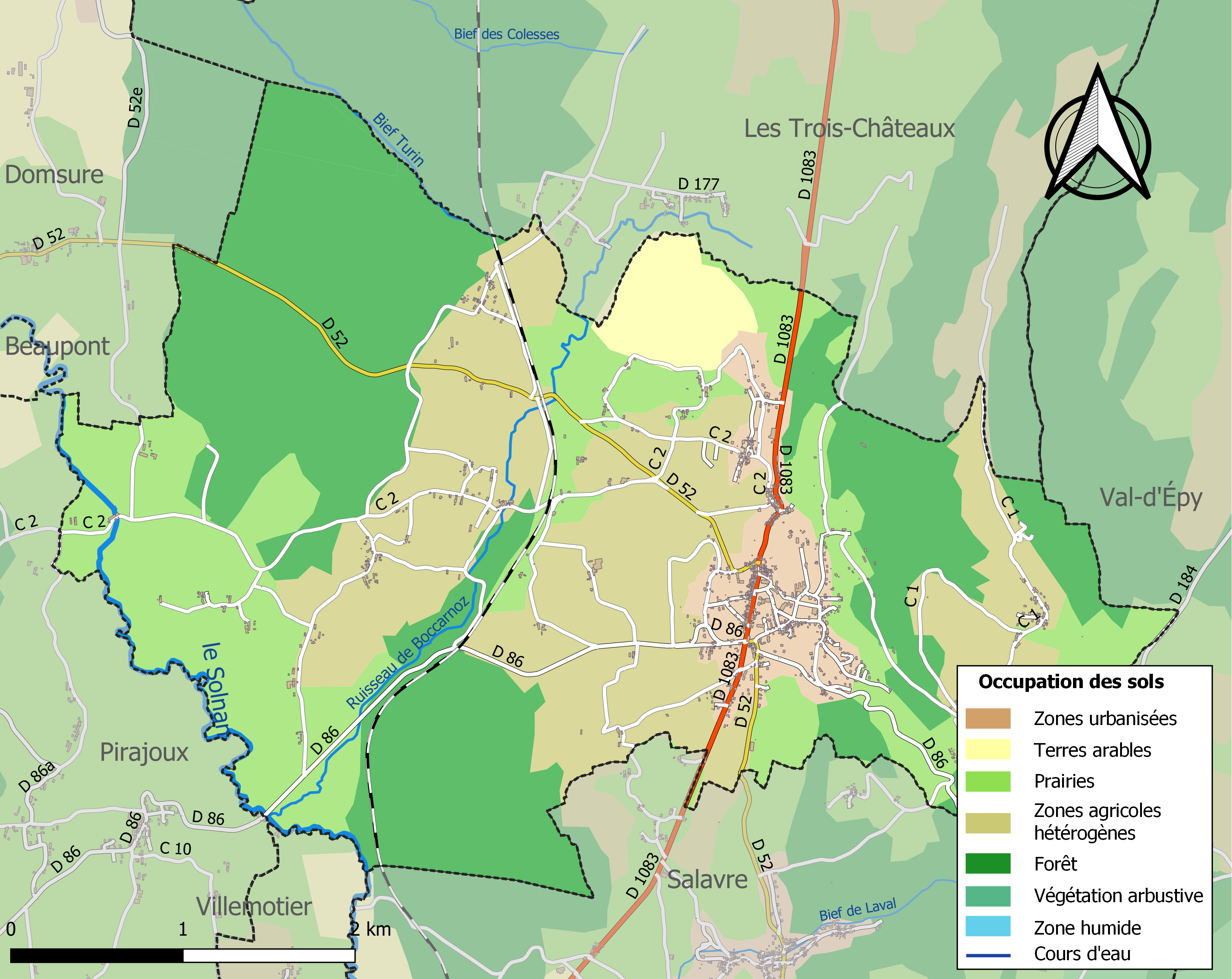
Carte des infrastructures et de l'occupation des sols de la commune en 2018 (CLC).

### Voies de communication et transports

#### Axes routiers
Coligny est traversée par la RD 1083, ancienne route nationale 83.
Cleyzieu

#### Transports en commun
Le conseil départemental a mis en place une ligne de car reliant Bourg-en-Bresse à Lons-le-saunier, commune du jura. Cette ligne (901), fait partie du réseau interurbain de l'Ain. L'arrêt se situe près de la mairie.
On peut noter la présence d'une ancienne gare ferroviaire située sur la ligne de Mouchard à Bourg-en-Bresse.

## Toponymie

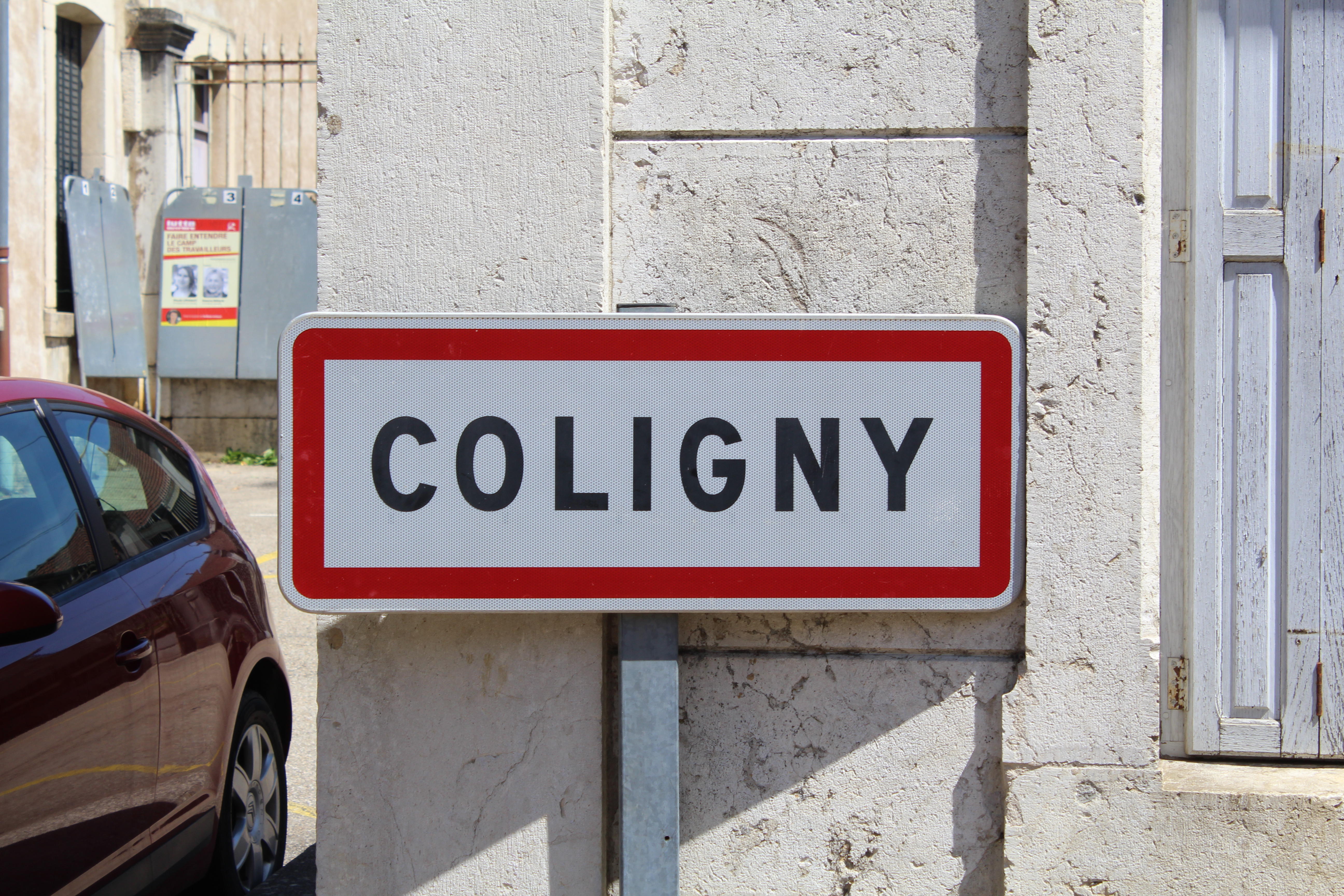
Panneau d'entrée face à la mairie.

Dans les textes rédigés en latin médiéval ou sur les sceaux, on trouve Cologniacum, Coloniacum[Quand ?]. Dans les textes français, plus tardifs, on trouve Colloignie, Colognie,Colligny, Coligni…[Quand ?]
Il s'agit d'un type toponymique gaulois ou gallo-roman en -(I)ACU, suffixe d'origine gauloise localisant à l'origine, mais aussi destiné à indiquer une propriété. Ce suffixe a aussi été utilisé pour désigner un ensemble de végétaux appartenant à la même espèce comme dans Épernay. Pierre-Yves Lambert considère que le premier élément Colign- représente peut-être le gaulois *colino qui signifie « houx », d'où le sens global de « lieu planté de houx », « houssaie ».
Durant la Révolution française, la commune a temporairement pris les noms de Nant-Coteau, Coteau et Beaucoteau.

## Histoire

### Antiquité

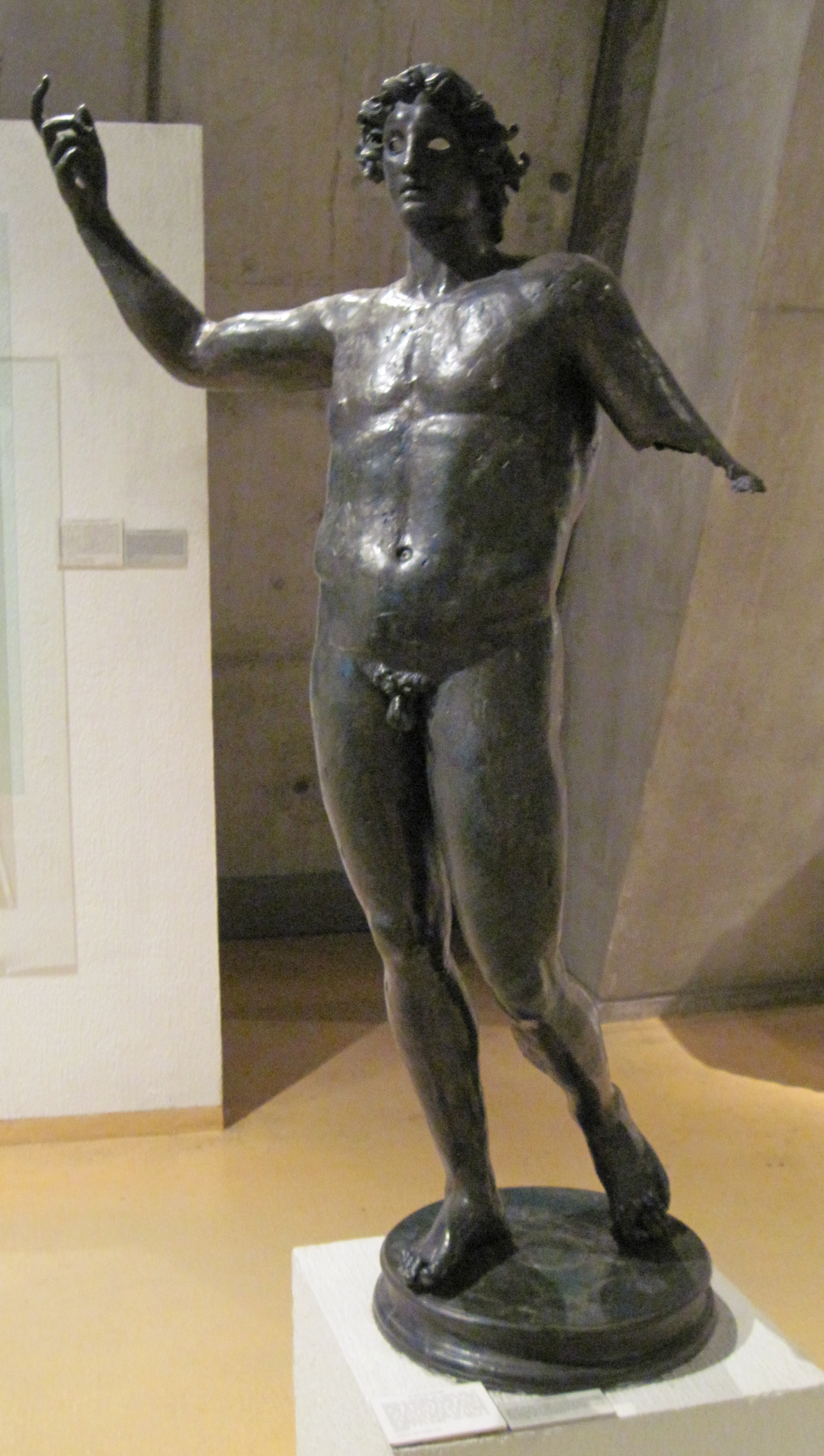
Dieu de Coligny.

Coligny est connue pour son célèbre calendrier celtique, une pièce unique au monde. Le calendrier, qui date de la fin du IIe siècle, est la plus longue inscription en gaulois qui nous soit parvenue ; il a beaucoup apporté à la compréhension de leur langue, de leurs connaissances en astronomie, de leur manière de gérer le temps ; il est écrit en alphabet latin. Une autre œuvre intéressante découverte à Coligny en 1897, en même temps que le calendrier, est une statue de bronze, maintenant appelée Dieu de Coligny. Des répliques de ces deux découvertes sont exposées à la mairie de Coligny.

### Moyen Âge
Manassès Ier fut l'un des premiers seigneurs de Coligny au IXe siècle. Ses descendants furent seigneurs de Coligny. La seigneurie est scindée au XIIe siècle. Certains auteurs évoquent l'existence dans le Revermont d'une principauté féodale au IXe siècle,,,,. L'absence de documents officiels invite à prendre ces sources avec précaution. Selon une étude publiée dans la « Bibliothèque de l'école des chartes », cette désignation a été frauduleusement introduite par le généalogiste Jean du Bouchet en 1662, citant dans ses Preuves de l'histoire de l'illustre maison de Coligny une charte de 974 dont on n'a conservé ni original ni copie. Quoi qu'il en soit aucun membre de la famille de Coligny jusqu'à son extinction  au XVIIe siècle n'a jamais porté le titre de prince,,,.

### Temps modernes
Gaspard II de Coligny réunit les seigneuries de Coligny-le-Vieil (marquisat de Coligny) et de Coligny-le-Neuf (comté de Coligny) en 1550. Après avoir relevé du duc de Savoie, Coligny-le-Neuf devint finalement française grâce au traité de Lyon de 1601, alors que marquisat de Coligny, qui relevait du comté de Bourgogne alors possédé par les rois d'Espagne, finit par être définitivement rattaché à la France sous Louis XIV après le traité de Nimègue en 1678.
La ville de Coligny a donné son nom à la célèbre maison de Coligny éteinte en 1694 qui a donné les seigneurs de Coligny, ducs de Coligny, marquis de Coligny et comtes de Coligny.

### Seconde Guerre mondiale
Durant la Seconde Guerre mondiale, la campagne et les environs de Coligny abritèrent le 1er bataillon FTP de Paul Cribeillet, compositeur, chef d'orchestre, capitaine Grillon dans la Résistance ; le bataillon regroupa jusqu'à 625 maquisards. Les rapports du bataillon FTP avec Henri Romans-Petit, chef des Maquis de l'Ain et du Haut-Jura sont assez tendus, Paul Cribeillet accusant ce dernier de ne pas partager les armes qu'il reçoit des Anglais. Joseph Darnand, ministre de Vichy et chef de la milice à la même époque, était natif du village et sa famille y vivait toujours : on raconte que, pour sa dernière visite à ses parents en 1944, Joseph Darnand dut venir incognito pour ne pas être exécuté par les maquisards.

## Politique et administration

### Découpage territorial
La commune de Coligny est membre de la communauté d'agglomération du Bassin de Bourg-en-Bresse, un établissement public de coopération intercommunale (EPCI) à fiscalité propre créé le 1er janvier 2017 dont le siège est à Bourg-en-Bresse. Ce dernier est par ailleurs membre d'autres groupements intercommunaux.
Sur le plan administratif, elle est rattachée à l'arrondissement de Bourg-en-Bresse, au département de l'Ain et à la région Auvergne-Rhône-Alpes. Sur le plan électoral, elle dépend du  canton de Saint-Étienne-du-Bois pour l'élection des conseillers départementaux, depuis le redécoupage cantonal de 2014 entré en vigueur en 2015, et de la première circonscription de l'Ain  pour les élections législatives, depuis le dernier découpage électoral de 2010.

### Liste des maires
| Période                                  | Période  | Identité        | Étiquette | Qualité                                                              |
| ---------------------------------------- | -------- | --------------- | --------- | -------------------------------------------------------------------- |
| Les données manquantes sont à compléter. |          |                 |           |                                                                      |
|                                          |          | Pierre Cancalon |           | Conseiller général                                                   |
| 1980                                     | 1995     | Marc Vulin      | UDF-CDS   | Conseiller général                                                   |
| 1995                                     | 2014     | Jean Bernadac   | UMP       | Pharmacien Conseiller général Député suppléant Réélu en 2001 et 2008 |
| 2014                                     | En cours | Bruno Raffin    | DVD       | Artisan                                                              |

### Jumelages
Coligny n'est actuellement jumelée avec aucun autre village.

## Population et société

### Démographie
L'évolution du nombre d'habitants est connue à travers les recensements de la population effectués dans la commune depuis 1793. Pour les communes de moins de 10 000 habitants, une enquête de recensement portant sur toute la population est réalisée tous les cinq ans, les populations de référence des années intermédiaires étant quant à elles estimées par interpolation ou extrapolation. Pour la commune, le premier recensement exhaustif entrant dans le cadre du nouveau dispositif a été réalisé en 2007.
En 2022, la commune comptait 1 294 habitants, en évolution de +9,01 % par rapport à 2016 (Ain : +5,15 %, France hors Mayotte : +2,11 %).
| 1793  | 1800  | 1806  | 1821  | 1831  | 1836  | 1841  | 1846  | 1851  |
| ----- | ----- | ----- | ----- | ----- | ----- | ----- | ----- | ----- |
| 1 672 | 1 658 | 1 660 | 1 755 | 1 764 | 1 686 | 1 697 | 1 739 | 1 737 |

| 1856  | 1861  | 1866  | 1872  | 1876  | 1881  | 1886  | 1891  | 1896  |
| ----- | ----- | ----- | ----- | ----- | ----- | ----- | ----- | ----- |
| 1 646 | 1 655 | 1 668 | 1 650 | 1 707 | 1 754 | 1 680 | 1 698 | 1 716 |

| 1901  | 1906  | 1911  | 1921  | 1926  | 1931  | 1936  | 1946  | 1954  |
| ----- | ----- | ----- | ----- | ----- | ----- | ----- | ----- | ----- |
| 1 662 | 1 674 | 1 644 | 1 403 | 1 331 | 1 239 | 1 202 | 1 173 | 1 131 |

| 1962  | 1968  | 1975  | 1982  | 1990  | 1999  | 2006  | 2007  | 2012  |
| ----- | ----- | ----- | ----- | ----- | ----- | ----- | ----- | ----- |
| 1 083 | 1 111 | 1 077 | 1 132 | 1 117 | 1 091 | 1 140 | 1 147 | 1 166 |

| 2017  | 2022  | - | - | - | - | - | - | - |
| ----- | ----- | - | - | - | - | - | - | - |
| 1 181 | 1 294 | - | - | - | - | - | - | - |

### Santé
La commune dispose d'une maison médicale regroupant trois médecins généralistes, des infirmières et une sage-femme.
Un défibrillateur est à disposition du public devant l'entrée du cabinet médical.
Au niveau hospitalier, les habitants sont soignés majoritairement soit à l'hôpital Fleyriat (situé à Viriat), soit à la clinique Convert (située à Bourg-en-Bresse).
Un pharmacien officie dans la commune.

### Sports
On trouve dans la commune diverses infrastructures sportives comme des terrains de football, des terrains de tennis, un gymnase et un city-stade à dispositions des associations sportives.

### Médias locaux
- Le journal Le Progrès propose une édition locale aux communes de l'Ain. Il paraît du lundi au dimanche et traite des faits divers, des événements sportifs et culturels au niveau local, national, et international.
- Le journal Voix de l'Ain est un hebdomadaire publié les vendredis qui propose des informations locales pour les différentes régions du département de l'Ain.
- La chaîne France 3 Rhône Alpes Auvergne est disponible dans la région.

### Numérique
La commune dispose du très haut débit avec la fibre optique grâce au réseau d'initiative publique de fibre optique LIAin régi par le syndicat intercommunal d'énergie et de e-communication de l'Ain.

### Cultes

#### Culte catholique
La commune fait partie du diocèse de Belley-Ars.

## Culture locale et patrimoine

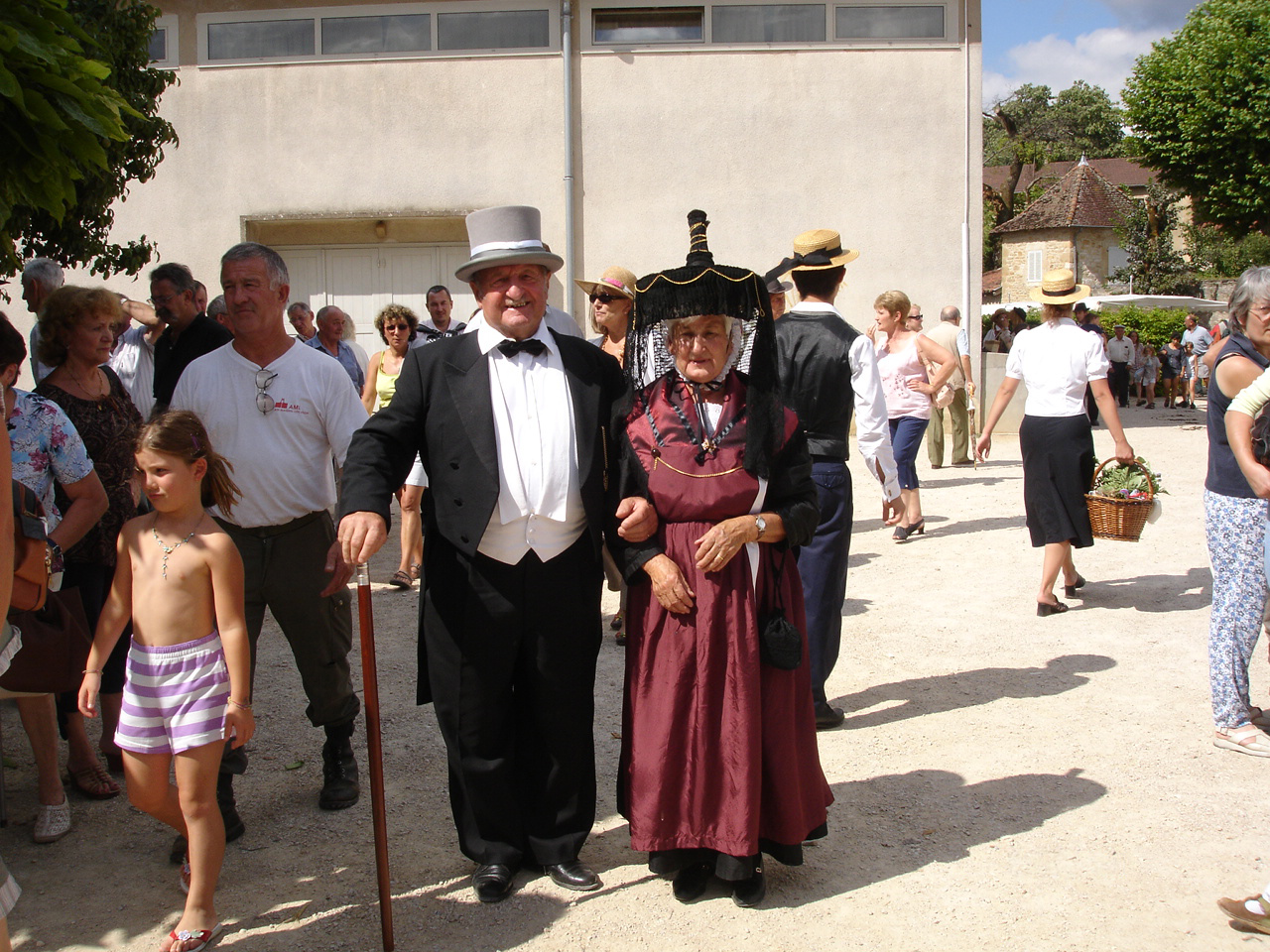
Couple en costumes traditionnels.

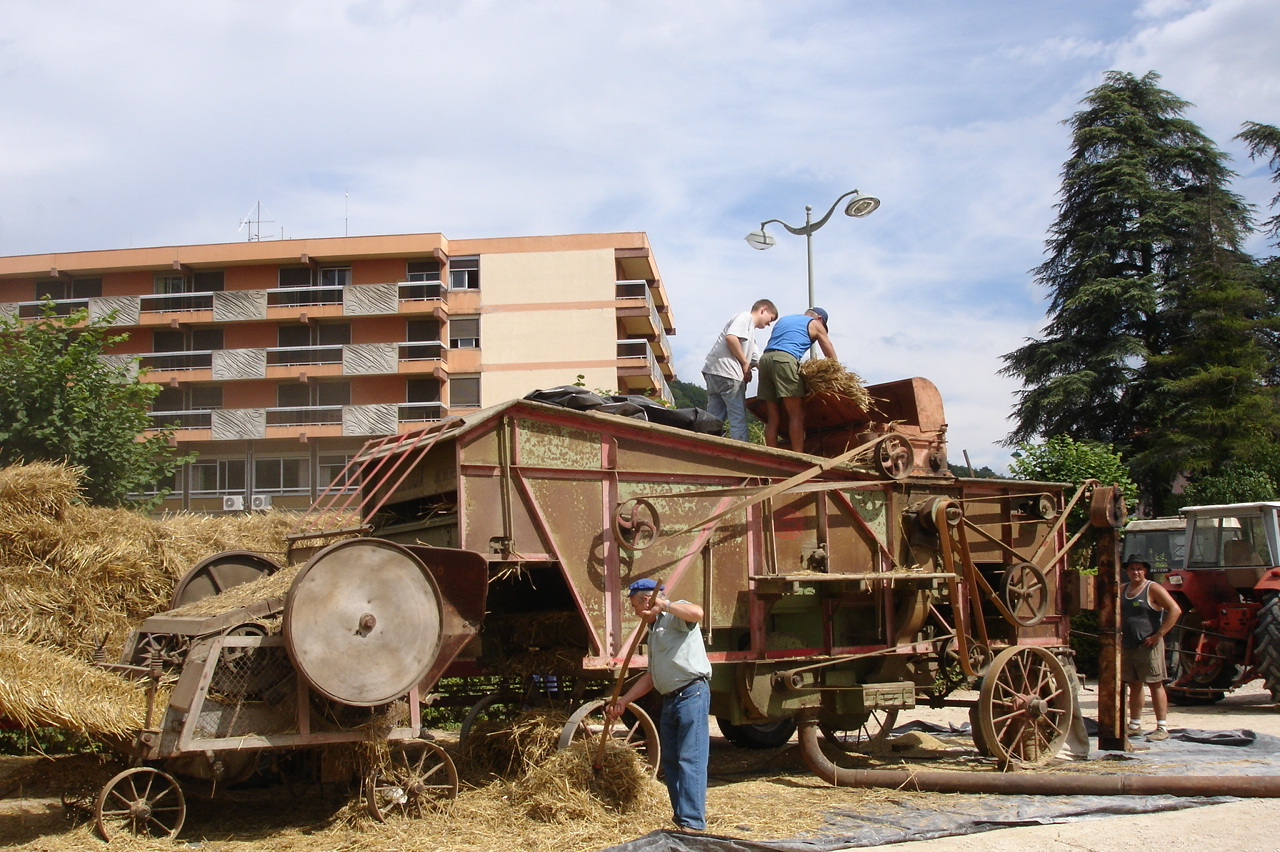
Batteuse à la foire à l'ancienne.

### Lieux et monuments
- Église Saint-Martin inscrite au titre des monuments historiques par arrêté du 28 décembre 1984[32].
- Chapelle du château de Coligny.
- Ruines du château de Coligny-le-Vieil. Les sires de Coligny, vassaux des comtes de Bourgogne (Franche-Comté), sont cités depuis le XIe siècle (vers 1090)[33].
- Vestiges du château de Coligny-le-Neuf (XIIe siècle).
- Moulin de Pertuizet classé au titre des monuments historiques par arrêté du 29 mars 2005[34].
- Pont du Châtaignat.
- Château de Saint-Germain (XVIIIe siècle).
- Domus de Belpont ; paroisse sous le vocable de saint Antoine. Au milieu du XVIIe siècle, Beaupont n'était qu'un hameau de Coligny. Une chapelle, aujourd'hui église paroissiale, venait seulement d'y être fondée et n'avait que six livres de revenu.

Beaupont était jadis une baronnie en toute justice, qui fut formée des fiefs et hommages remis, au mois de juillet 1307, à Étienne de Coligny, seigneur d'Andelot, par Amé IV, comte de Savoie. Cette baronnie resta toujours possédée par la maison de Coligny et unie au comté de ce nom.

### Espaces verts et fleurissement
En 2014, la commune obtient le niveau « une fleur » au concours des villes et villages fleuris.

### Personnalités liées à la commune

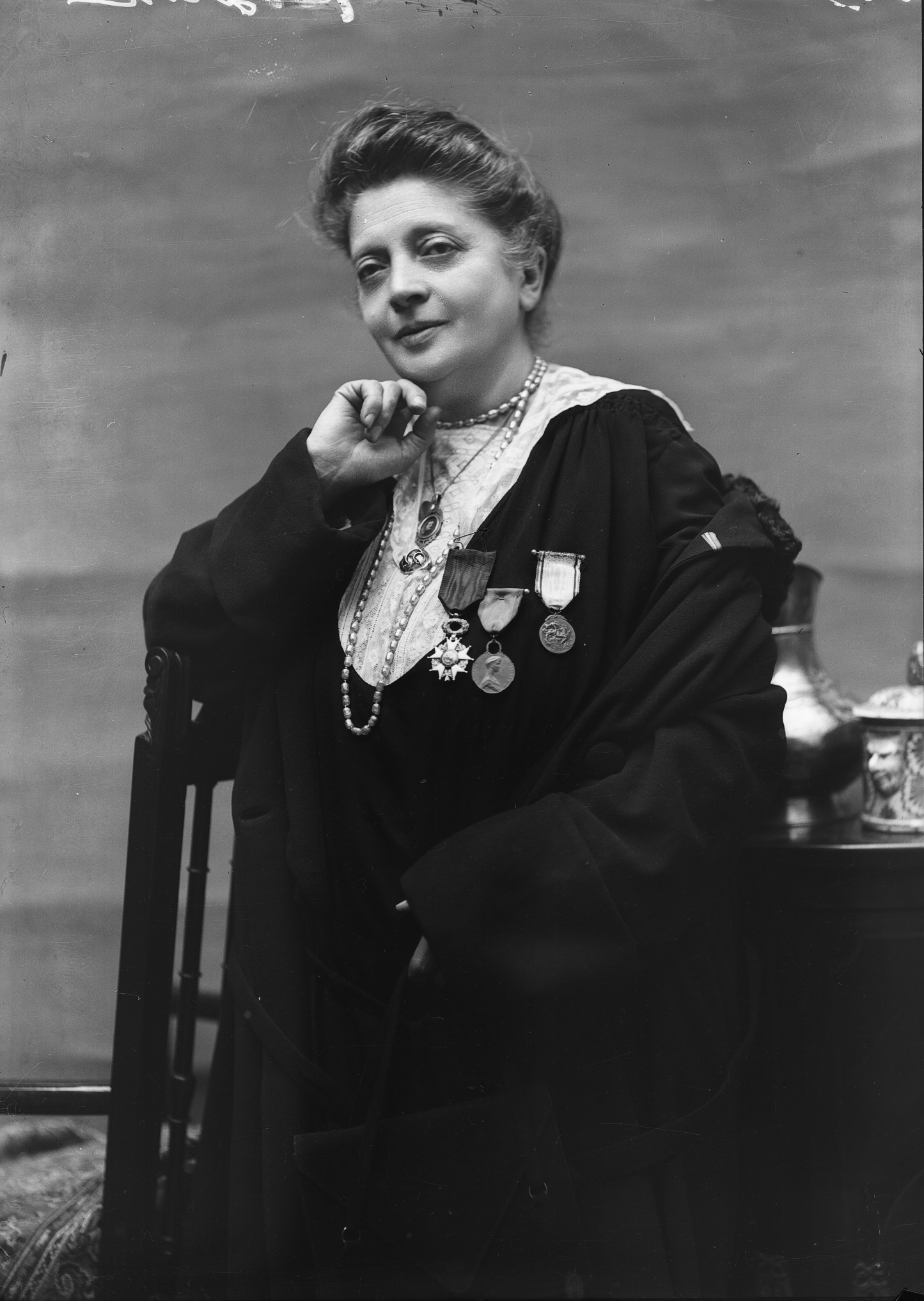
Clotilde Bizolon, la « maman des poilus ».

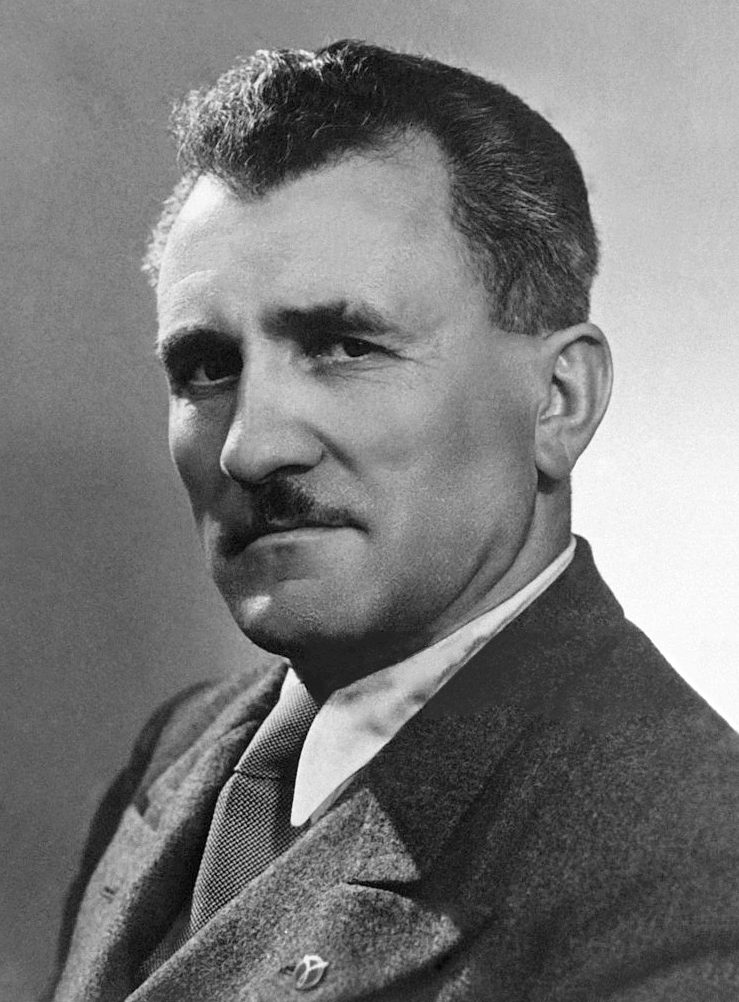
Joseph Darnand, secrétaire général de la Milice française.

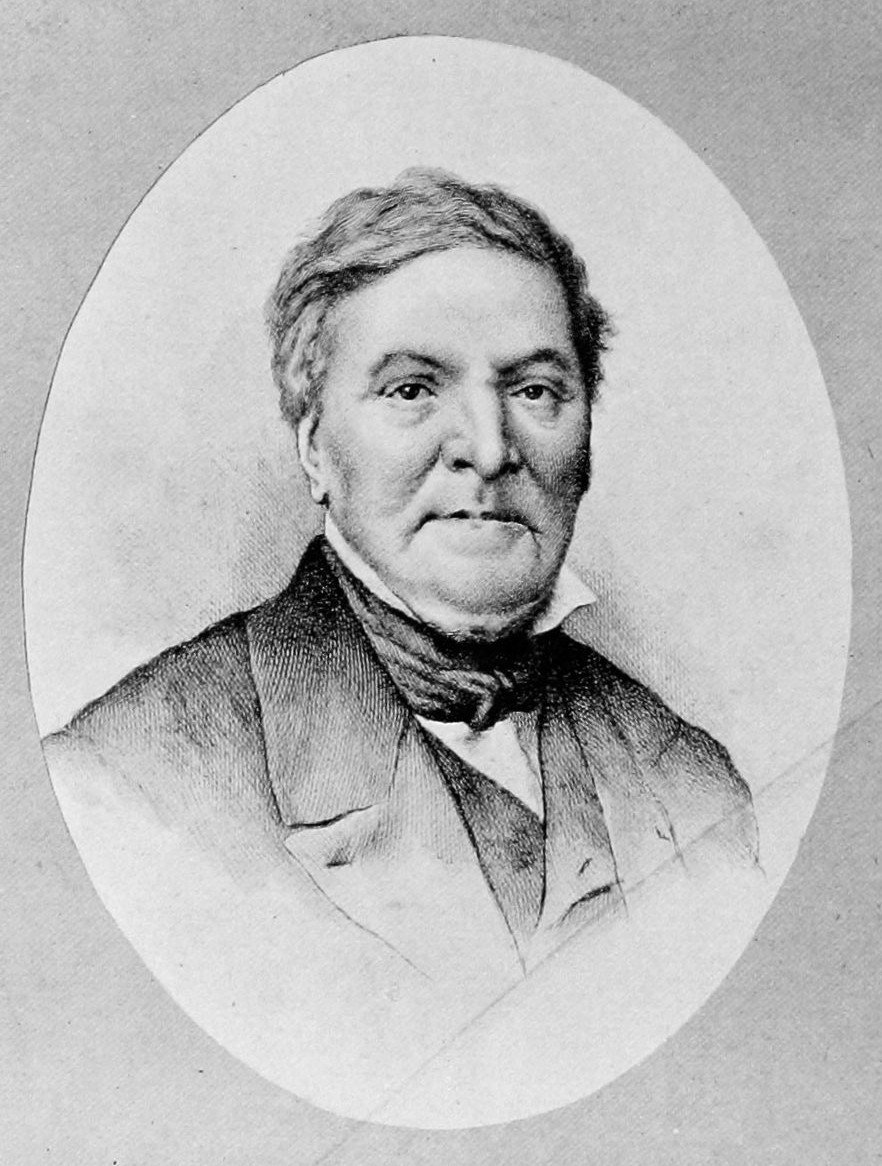
Claude-Anthelme Benoit (d'après une gravure par Pierre Miciol).

#### Aristocratie
- Adrien Le Roy de La Tournelle homme politique français né le 20 février 1803 à Lyon (Rhône) et décédé le 20 août 1860 à Coligny.
- La famille de Coligny : famille éteinte en 1694 dont le membre le plus illustre fut Gaspard II de Coligny.
- René de Challant, seigneur de Coligny (16 décembre 1533).

#### Autres
- Claude-Anthelme Benoit, architecte français qui réalise les travaux de l'église Saint-Martin de Coligny.
- Clotilde Bizolon, née le 20 janvier 1871 à Coligny, dite « la maman des poilus » ou la « mère Bizolon »  est une personnalité lyonnaise[37].
- Adrien Bondet, médecin français né le 17 octobre 1830 à Coligny et mort dans cette même commune le 5 juillet 1909 (à 78 ans).
- Marie-Marguerite Brun, femme de lettres bisontine, y est née le 25 juin 1713.
- Paul Cribeillet, capitaine Grillon, y a dirigé le 1er bataillon FTP.
- Joseph Darnand, ministre de Vichy et chef de la milice pendant la Seconde Guerre mondiale y est né le 19 mars 1897.
- Dominique Girard, architecte français qui réalisa les travaux d'architecture de l'autel du Sacré-Cœur et table de communion, confessionnaux et cadres du chemin de croix, fonts baptismaux et Piété, maître-autel, rampe de la chaire à prêcher et stalles monumentales de l'église.
- René Greusard (1908-1974), résistant français, y est né.
- Charles Fortuné Willermoz (1804-1879), arboriculteur pomologue, directeur de l'école d'horticulture du Rhône.

### Héraldique, logotype et devise
La devise des Colignois, vivant à cheval sur la Bresse et le Revermont et jaloux de leur particularisme, est : « Ni cavet ni bressan. »
| Blason de Coligny (Ain) | Blason  | De gueules, à l'aigle d'argent, becquée, membrée et couronnée d'azur, languée et armée d'or. |
| Blason de Coligny (Ain) | Détails | La commune a repris les armes de la maison de Coligny.                                       |